# Hard trance
Genres dérivés
Hard house, hardstyle, Melbourne shuffle, trance psychédélique, UK hardcore, mainstream hardcore
Genres associés
Ambient
La hard trance (également écrit hardtrance) est un genre de trance ayant émergé dans l'ouest de l'Europe au début des années 1990, tandis que les producteurs de breakbeat hardcore commencent à dériver vers de nouveaux et différents styles de musique électronique, tous influencés par la hard house britannique, le happy hardcore, la new beat et le jungle, ainsi que le drum and bass. 
La popularité de la hard trance prend de l'ampleur durant les années 2000, et se départage depuis en nouvelles formes de trance.

## Histoire
L'Ishkur's Guide to Electronic Music retrace les origines de la hard trance dans la trance allemande, nom au départ attribué au genre (German trance). La hard trance émerge durant l'ère du breakbeat-techno hardcore qui se développe lui-même à partir du new beat belge, un style de techno industrielle. Lorsque les producteurs de breakbeat hardcore se diversifient, la hard trance se développe au fur et à mesure chez ces producteurs. La hard trance se popularise fortement et devient un style de musique électronique à succès dans les années 1990 principalement en Europe et partout dans le monde. La scène de hard trance britannique se divise en plusieurs styles comme la jungle et le drum and bass, le hardcore, la techno, la New beat et la house.
La hard trance se développe au Royaume-Uni entre 2001 et 2003 à travers la fusion entre la hard house et la trance. En 2000, la hard house se popularise au Royaume-Uni - en ce temps, elle utilise des échantillons sonores issus de musiques rave. Entre fin 2000 et 2001, certains DJs et labels de hard house commencent à s'orienter vers la trance. À cette période, certains producteurs trance, sentant que le genre musical deviendrait commercial, s'orientent vers un son plus lourd et minimaliste. Dès 2003, la hard trance se popularise rapidement au Royaume-Uni. Là-bas, les pionniers du genre incluent Guyver, Lee Haslam, Stimulant DJs, BK et Andy Farley. Les labels principaux du genre sont Tidy Trax et Nukleuz. Entre 2002 et 2006, Tidy Trax fait paraître les compilations Resonate illustrant le développement du style au fil du temps.

## Caractéristiques
La hard trance est souvent caractérisée par un fort kick dur, des basses pleinement résonante et une forte réverbération des instruments principaux en général. La mélodie oscille en 130 et 150 BPM. Elle est le genre musical progressif qui a révolutionné la trance. Elle émerge finalement en jumpstyle/hardstyle et sa popularité s'amplifie à partir de 2007. Des artistes et groupes notables du genre incluent Guyver, Lab 4 et Andy Farley.